# Namibia ai Giochi olimpici
La Namibia ha partecipato per la prima volta ai Giochi olimpici nel 1992.
Gli atleti namibiani hanno vinto 5 medaglie ai Giochi olimpici estivi, di queste 4 con Frankie Fredericks e la quinta, unica in campo femminile, con Christine Mboma. Atleti namibiani non hanno mai partecipato ai Giochi olimpici invernali.
Il Comitato Olimpico Nazionale Namibiano, creato nel 1990, venne riconosciuto dal CIO nel 1991.

## Medaglieri

### Medaglie alle Olimpiadi estive
| Giochi              | Oro | Argento | Bronzo | Totale |
| ------------------- | --- | ------- | ------ | ------ |
| Barcellona 1992     | 0   | 2       | 0      | 2      |
| Atlanta 1996        | 0   | 2       | 0      | 2      |
| Sydney 2000         | 0   | 0       | 0      | 0      |
| Atene 2004          | 0   | 0       | 0      | 0      |
| Pechino 2008        | 0   | 0       | 0      | 0      |
| Londra 2012         | 0   | 0       | 0      | 0      |
| Rio de Janeiro 2016 | 0   | 0       | 0      | 0      |
| Tokyo 2020          | 0   | 1       | 0      | 1      |
| Parigi 2024         | 0   | 0       | 0      | 0      |
| Totale              | 0   | 5       | 0      | 5      |

### Medagliati
| Medaglia | Atleta             | Edizione        | Sport            | Evento                    |
| -------- | ------------------ | --------------- | ---------------- | ------------------------- |
| Argento  | Frankie Fredericks | Barcellona 1992 | Atletica leggera | 100 metri piani maschili  |
| Argento  | Frankie Fredericks | Barcellona 1992 | Atletica leggera | 200 metri piani maschili  |
| Argento  | Frankie Fredericks | Atlanta 1996    | Atletica leggera | 100 metri piani maschili  |
| Argento  | Frankie Fredericks | Atlanta 1996    | Atletica leggera | 200 metri piani maschili  |
| Argento  | Christine Mboma    | Tokyo 2020      | Atletica leggera | 200 metri piani femminili |